# La Rue sans joie (film, 1925)
Cet article concerne le film de Georg Wilhelm Pabst. Pour le film d'André Hugon, voir La Rue sans joie (film, 1938).
Pour plus de détails, voir Fiche technique et Distribution.
La Rue sans joie (Die freudlose Gasse) est un film allemand réalisé par Georg Wilhelm Pabst, sorti en 1925.

## Synopsis
À Vienne en 1921, dans la rue « Sans Joie » (rue Melchior) d'un quartier misérable, sévissent une mère maquerelle manipulatrice et un boucher impitoyable alors que famine et misère écrasent les foyers des pauvres gens et la classe moyenne. La prostitution dans les endroits fréquentés par des riches reste la seule solution pour survivre. Une jeune femme dans le besoin se laisse tenter par une entremetteuse. Finalement, l'amour d'un soldat américain la sauvera de la déchéance.

## Fiche technique
- Titre : La Rue sans joie
- Titre original : Die freudlose Gasse
- Réalisation : Georg Wilhelm Pabst, assisté de Marc Sorkin
- Production : Romain Pinès et Michael Salkind (non crédités)
- Société de production : Sofar-Film
- Scénario : Willy Haas, d'après le roman de Hugo Bettauer
- Photographie : Walter Robert Lach (de), Curt Oertel (de) et Guido Seeber
- Montage : Anatole Litvak et Marc Sorkin (non crédités)
- Direction artistique : Otto Erdmann et Hans Sohnle (de)
- Pays de production : Allemagne  République de Weimar
- Genre : mélodrame
- Format : Noir et blanc
- Durée : 125 minutes
- Sortie : 18 mai 1925 à Berlin

## Distribution
- Greta Garbo : Greta Rumfort
- Asta Nielsen : Marie Lechner
- Valeska Gert : Frau Greifer
- Werner Krauss : le boucher
- Ilka Grüning : Frau Rosenow
- Jaro Fürth (en) : Le conseiller Rumfort
- Robert Garrison (en) : Canez
- Agnes Esterhazy : Regina Rosenow
- Einar Hanson : Le lieutenant Davy
- Tamara Tolstoi : Lia Leid
- Henry Stuart (en) : Egon Stirner
- Hertha von Walther : Else
- Gregori Chmara : Kellner
- Lya Mara

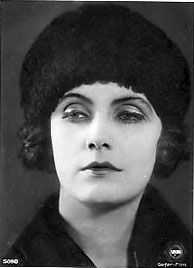
Greta Garbo en 1925.

- Marlene Dietrich : une femme faisant la queue chez le boucher ?
- Loni Nest : Rosa Rumfort (non créditée)

## Autour du film
La Rue sans joie est à la fois un des plus importants films allemands des années 1920 et un cas de censure des plus spectaculaires de l'époque. L'histoire, qui se déroule à Vienne en 1921 durant la crise économique qui suivit la Première Guerre mondiale, a été vue par les institutions comme une véritable provocation : riches spéculateurs qui se complaisent dans un luxe babylonien, population sans emploi vivant dans des gourbis infâmes, jeunes femmes livrées à la prostitution et contraintes de vendre leur corps à un boucher pour un morceau de viande, police impuissante voire complice, anciens bureaucrates arrogants mais ruinés ignorant leur propre dégringolade sociale, jeunes arrivistes gigolos, orgies dans des bordels clandestins pour vieux fortunés, meurtre par jalousie, couple poussé au suicide par la misère et, finalement, révolte de la population.
Si le film rendit célèbre le futur réalisateur de Loulou, les institutions publiques de contrôle s'assurèrent que jamais personne ne verrait cette œuvre dans sa forme originale. La version initiale de La Rue sans joie avait une longueur de 3 738 mètres et seuls 4 mètres avaient été supprimés par la censure en mai 1925. Le film revint devant la cour de justice le 29 mars 1926, après la publication par la police d'un décret demandant l'interdiction totale du film, en raison du caractère lubrique et des tendances séditieuses qui s’y manifestaient. La durée du film fut ramenée à 3 477 mètres. Par la suite, le film ne fut pas seulement coupé pour des raisons politiques et morales dans chaque pays où il fut projeté : il fut également à nouveau « révisé » pour rattraper les énormes trous créés par les coupes de la censure ! Ainsi, dans presque chaque pays émergea une version locale du film de Pabst.
En montrant le destin de jeunes femmes dans une Vienne en crise, Pabst peint le tableau d'une époque. Il substitue à l'effusion pathétique de l'expressionnisme un art du constat froidement objectif qui n’est pas sans rappeler le travail d’artistes comme George Grosz et Otto Dix.

## La présence de Marlene Dietrich dans le film
La présence de Dietrich dans ce film est sujet à controverse.
Pour Charles Higham et Homer Dickens, elle fait partie des femmes faisant la queue devant la boucherie au début du long métrage, où assassine le boucher Geiringer à la fin du film. Les nombreuses coupures que subit le film pour motif de censure rendent « difficile, pour ne pas dire impossible, l'identification de Marlene Dietrich dans les scènes tournées par elle. » Sa fille Maria Riva indique bien La Rue sans joie dans la filmographie de sa mère.
L'actrice elle-même n'évoque pas ce film dans son autobiographie, mais elle évitait de parler de ses films muets, considérant « la plupart des acteurs du muet comme "des artistes de cirque de deuxième catégorie" ».
Pour Patrick Brion, qui a interrogé la veuve du réalisateur G.W. Pabst, ce n'est pas Marlene Dietrich qui fait de la figuration dans ce film, tout comme pour Werner Sudendorf, qui l'explique dans son ouvrage  Marlene Dietrich dès 1978. Mais comme le dit Brion, lorsque l'on connait la suite des carrières respectives de Garbo et Dietrich, il est tentant de les faire figurer au générique de ce film ensemble. 
Thierry de Navacelle écrit dans l'ouvrage qu'il consacre à Dietrich, « Après la naissance de Heidede (qui s'appellera plus tard Maria), Marlène restera pendant un an à la maison pour s'occuper du bébé », mais indique quelques pages plus tard que pour des raisons finiancières, Marlene « n'hésita pas à accepter une figuration dans  La Rue sans joie de Pabst ». Le tournage se déroulant au début de 1925, et Maria naissant le 13 décembre 1924.
En 2010, l'allemande Marie-Theres Arnbom publie un ouvrage sur Dietrich où elle revient longuement sur les débuts allemands de Marlene, et dans la filmographie qu'elle consacre à l'actrice, elle n'indique pas la Rue sans joie.